# Nussberg (Wien)
Der Nussberg (bis 1999 amtlich: Nußberg) ist ein 342 Meter hoher Berg im Bezirksteil Nussdorf im 19. Wiener Gemeindebezirk Döbling.

## Geographie
Der Nussberg liegt nördlich von Nussdorf. Im Norden ist er dem Abhang des Leopoldsberges zum Waldbachtal und dem Kahlenberg zur Eisernen Hand vorgelagert. Im Westen und Süden wird er durch den Schreiberbach (Muckental) begrenzt. Der Nussberg liegt am Ostrand des Wienerwaldes und stellt den äußersten nordöstlichen Ausläufer der Ostalpen dar. Er ist geologisch der Flyschzone zugehörig, die aus Sandstein, Mergel und Tonstein zusammengesetzt ist.

## Geschichte
Erstmals urkundlich erwähnt wurde der Nussberg 1226 als Nuzperc, im 14. bis 16. Jahrhundert wurde er als monte nucum erwähnt. Der Name des Berges deutet darauf hin, dass dieser Berg vor der Rodung mit Haselnusssträuchern und nahe bei Nussdorf mit Nussbäumen bewachsen war. Bald wurde der Nussberg jedoch zum Weinbau genutzt, und auch heute ist der Nussberg beinahe zur Gänze mit Weinreben bedeckt. Heute keltern die Winzer des Nussbergs unter anderem Weißweine nach den geschützten Regeln des Gemischten Satzes.